# 玩具反斗城

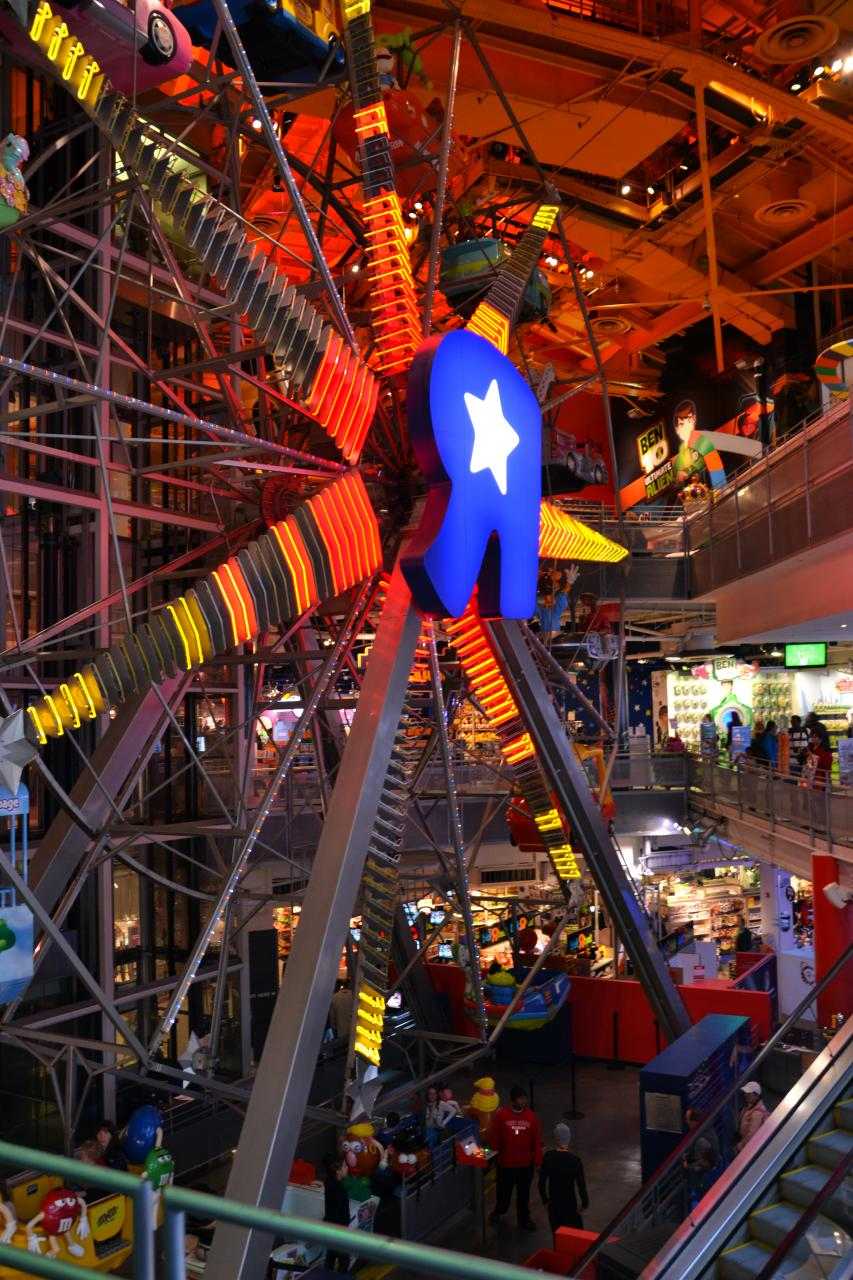
美國紐約時代廣場的玩具反斗城旗艦店（已於2015年結業）

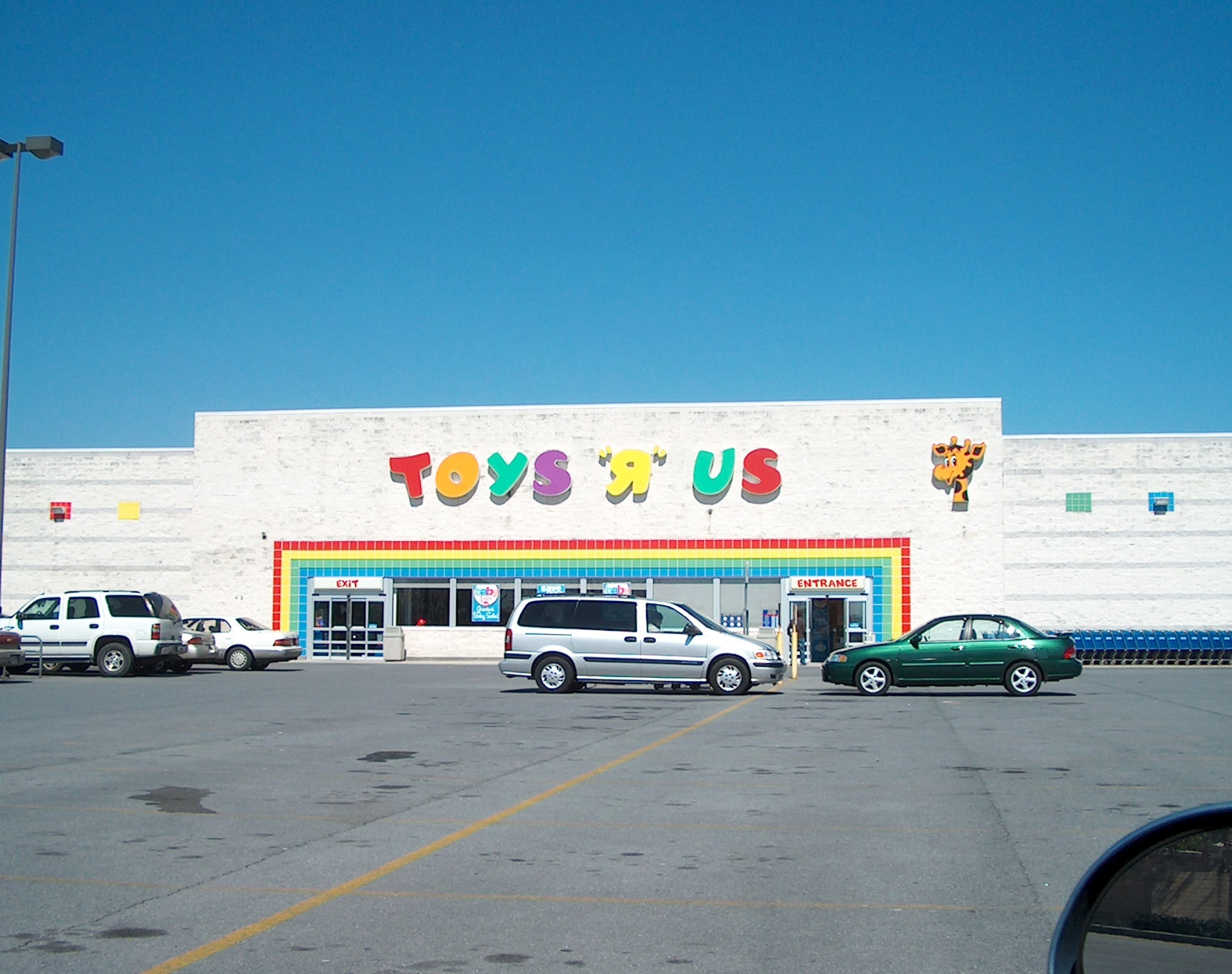
美國喬治亞州的玩具反斗城區域型分店

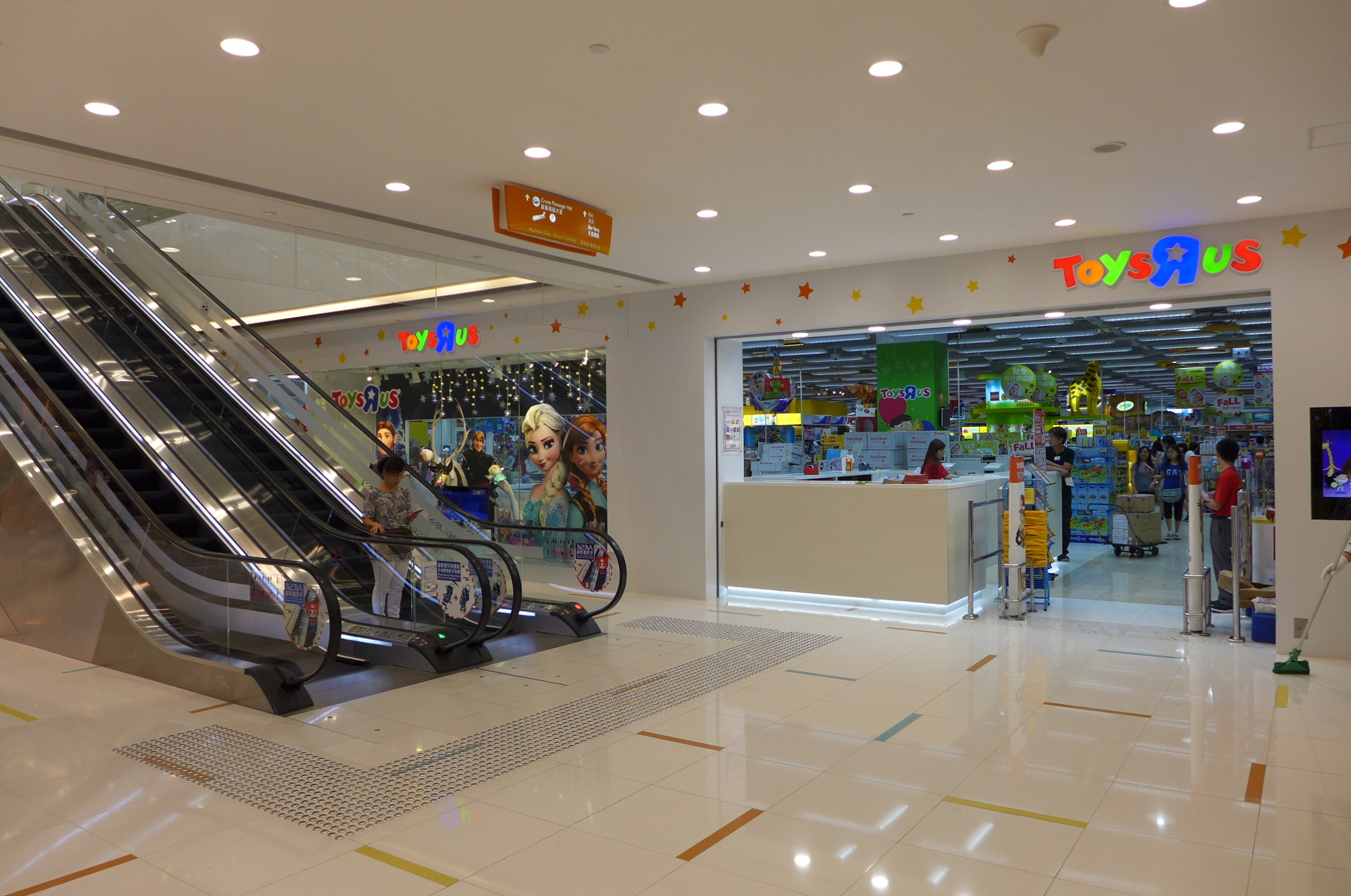
香港海運大廈的玩具反斗城旗艦店

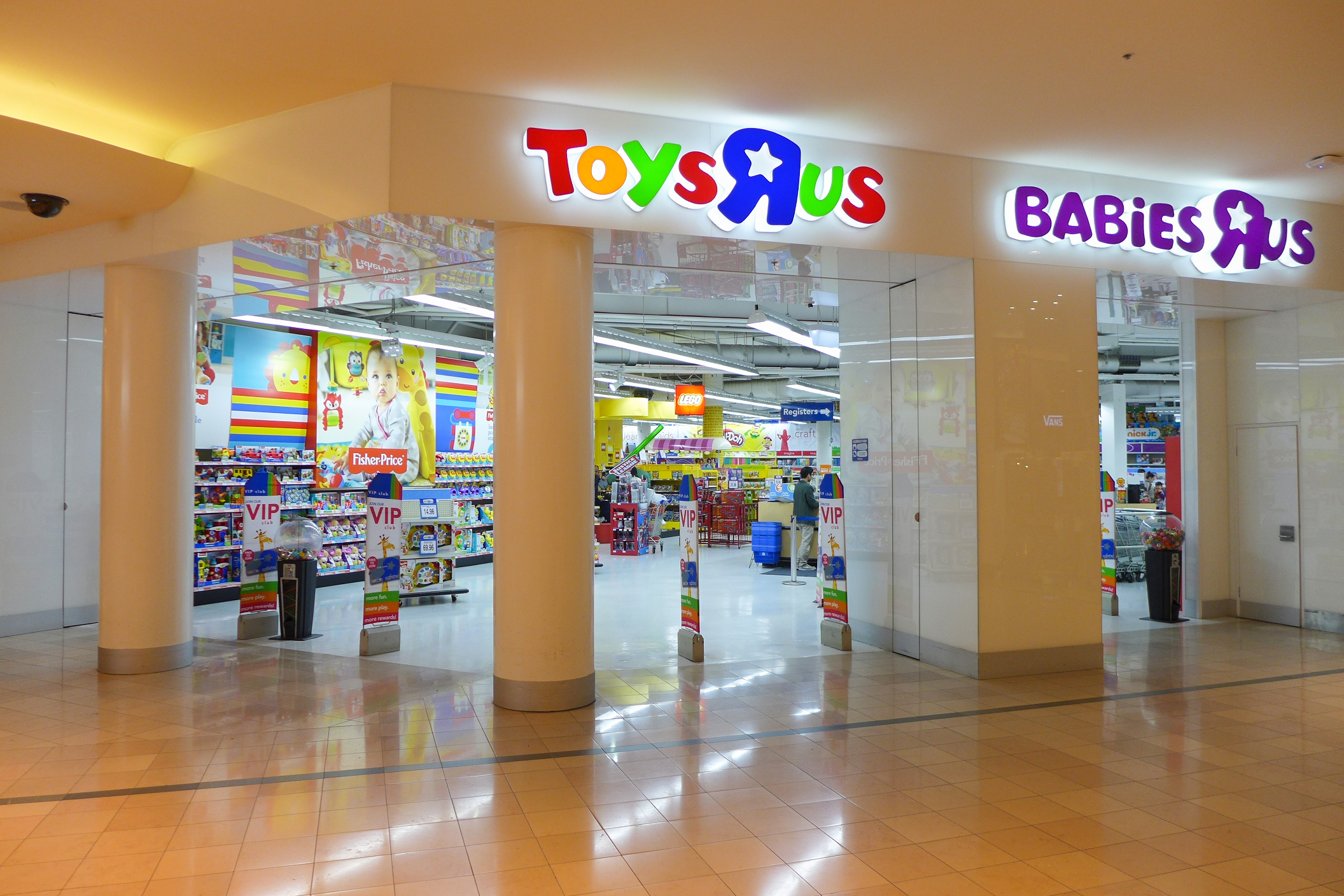
澳洲墨爾本查斯頓購物中心的玩具反斗城与宝宝反斗城

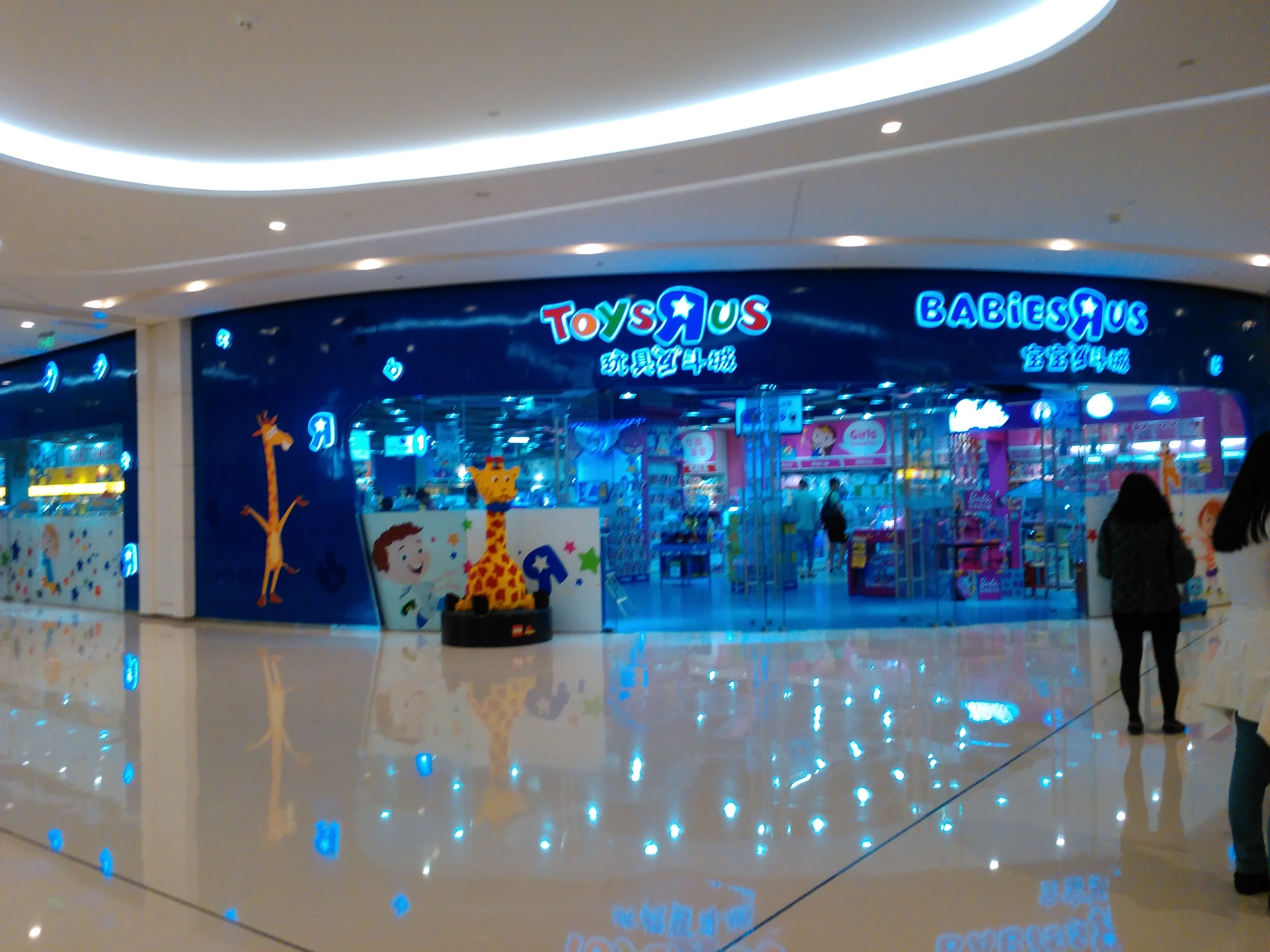
成都的玩具反斗城与宝宝反斗城

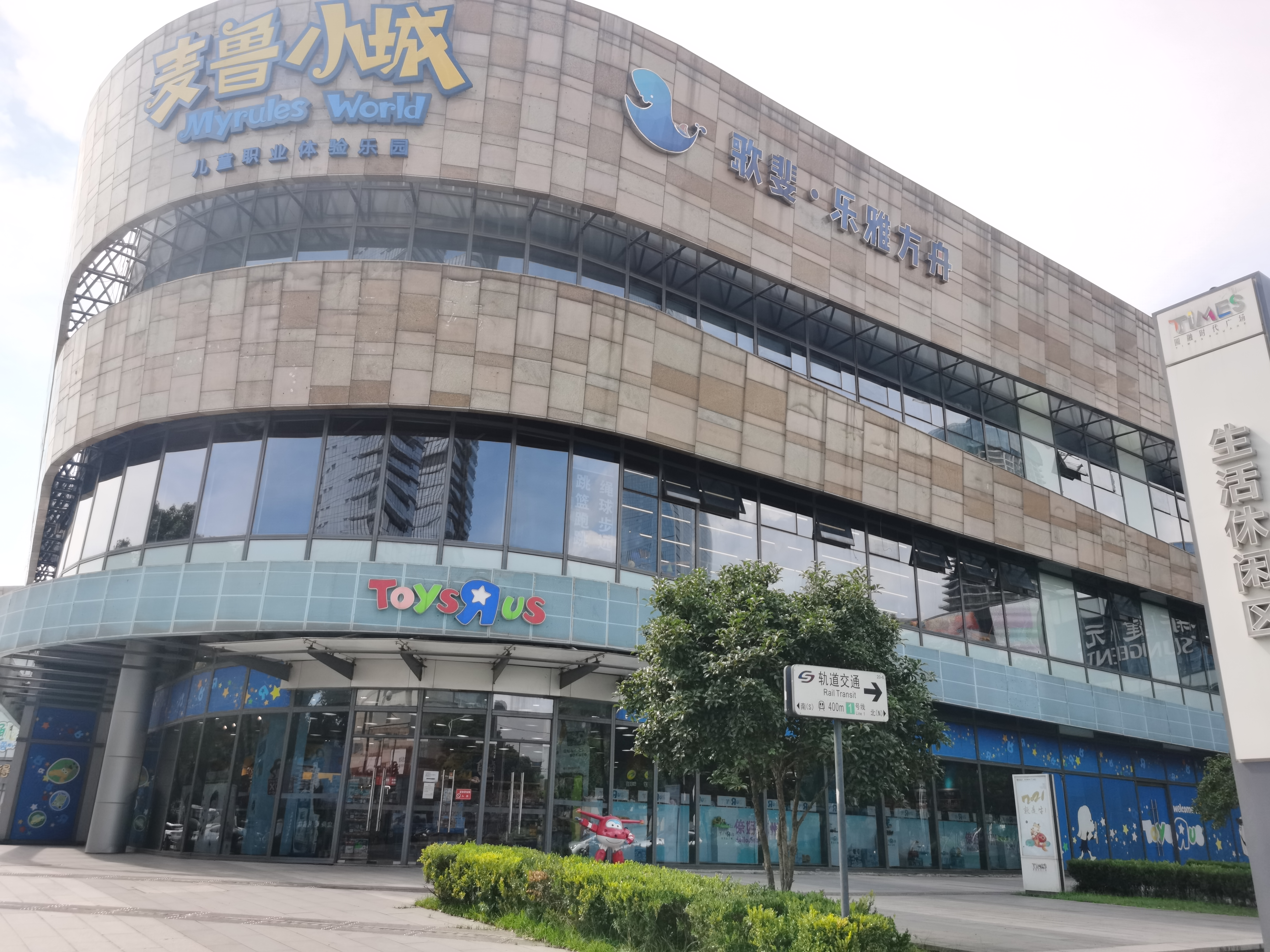
苏州圆融时代广场的玩具反斗城

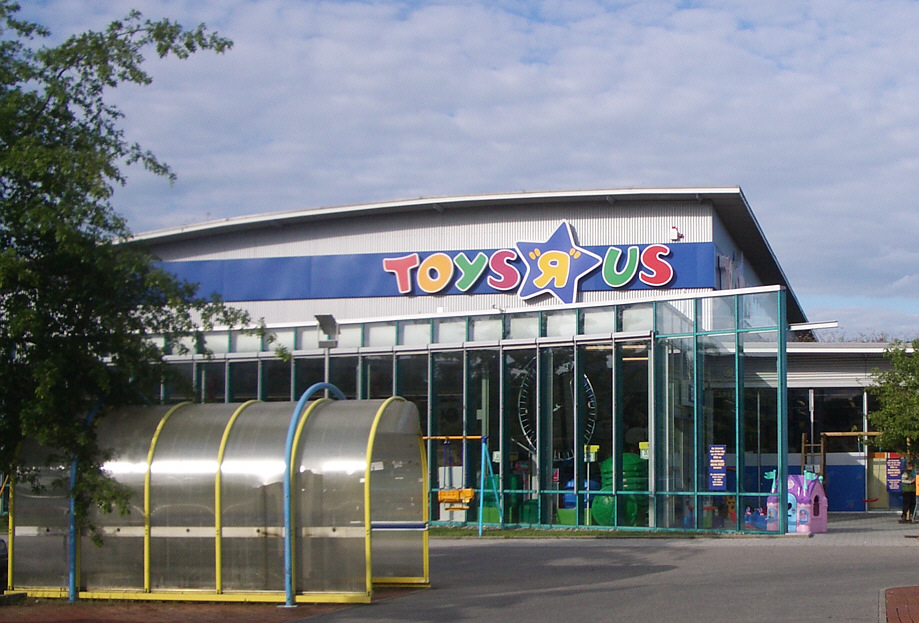
德國的玩具反斗城

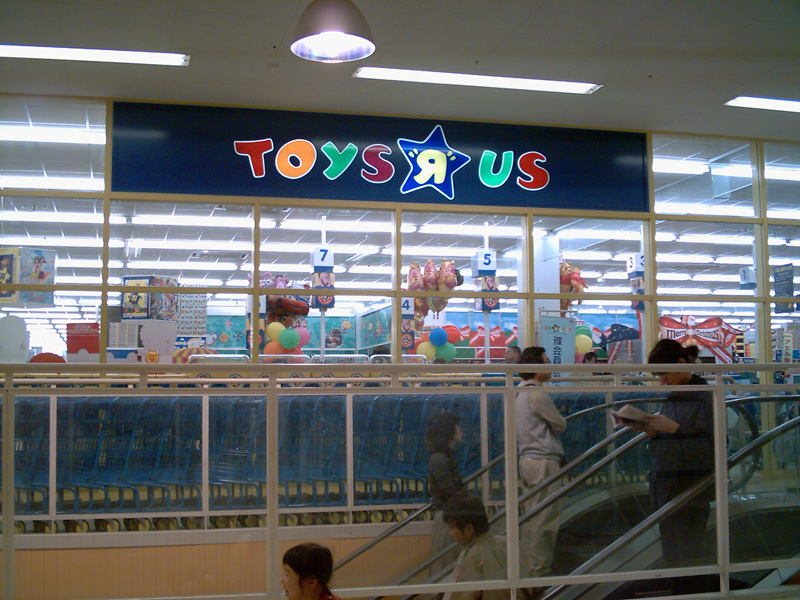
日本的玩具反斗城

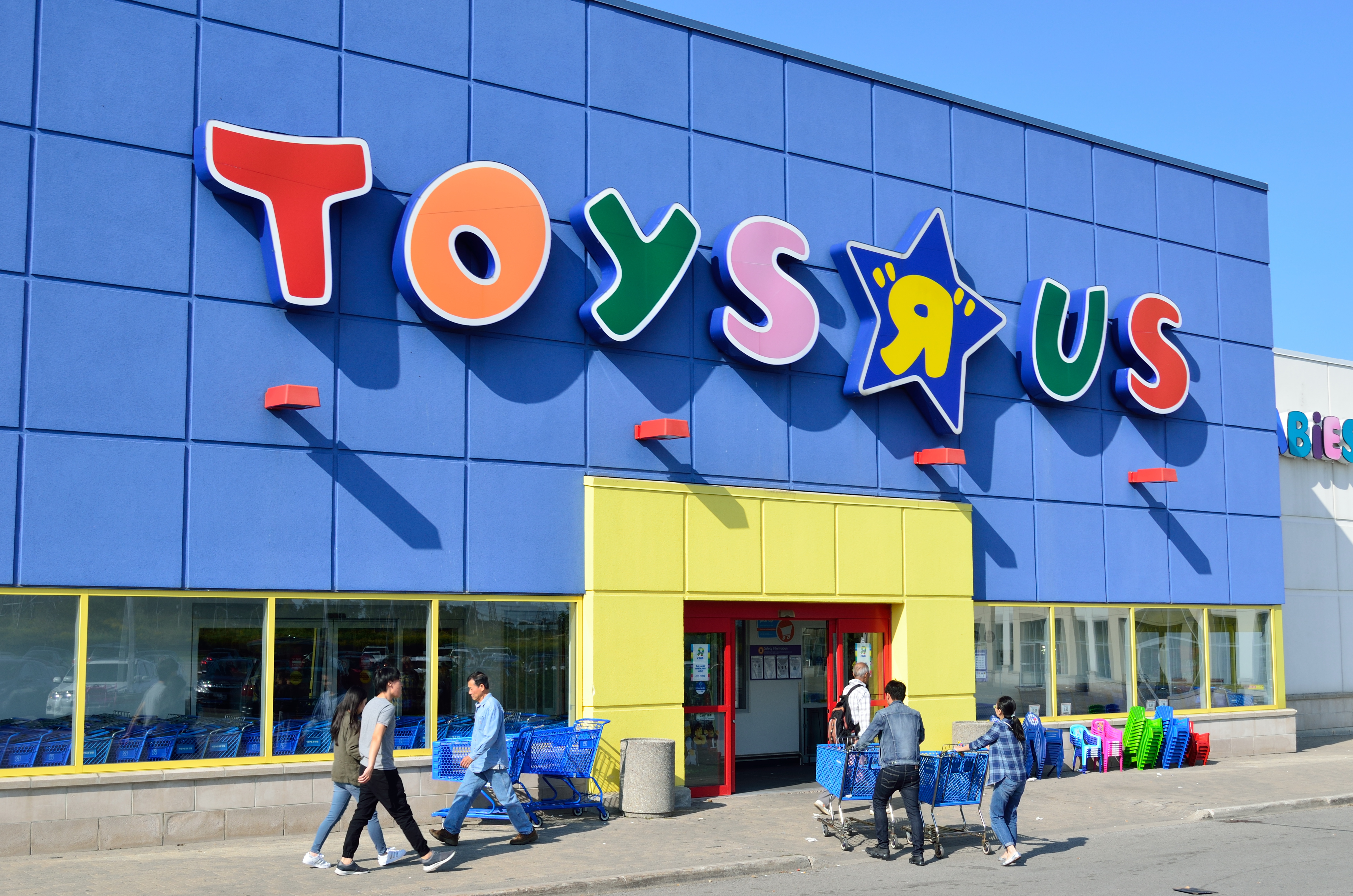
加拿大的玩具反斗城

玩具反斗城（英語：Toys "R" Us，写作）是美國一家跨國大型玩具連鎖店，成立於1948年，總部位於紐約都會區內的新澤西州韋恩。
玩具反斗城其名字直接翻譯的含義為“我們是玩具”（"Toys are Us"）。
1967年由查爾斯·拉扎勒斯（Charles Lazarus）將其現代化，玩具反斗城追溯其起源於1948年由他創立的Lazarus兒童傢具店。他為他的產品添加了玩具，並最終轉移了他的重點。該公司從事玩具業已超過65年，在美國有大約800家門店，而美國以外的地區大約有800家門店。該公司目前已聲請破產，2019年1月20日，正式重組新公司TRU Kids Inc.，並恢復營運。
玩具反斗城集团还包括宝宝反斗城（BABIES R US）、等连锁商店，其是一上市公司，总部设在美国新泽西州的韋恩。
2017年9月18日，於美國維吉尼亞州聲請破產保護。
2018年3月15日，玩具反斗城提交動議，尋求破產法院批准其開始清算美國業務。該公司還尋求重組和出售加拿大業務以及在亞洲和中歐地區的國際業務。玩具反斗城美國約700間分店在6月29日為營業的最後一天。直到10月15日，Geoffrey LLC繼承其資產後，計劃重新尋找營業地點。

## 全球據點
Toys "R" Us, International是玩具反斗城公司的一個分支，主要經營管理美國以外的據點。Toys "R" Us, International最初於1986年下半年在香港設置首家海外分店據點，今日已在全球（美國之外）設置大約1400間分店。美国的玩具反斗城全部关门时，海外其他地区的玩具反斗城门店暂未受影响。

### 亞洲
玩具反斗城在1986年下半年登陸香港，由利豐集團經營，總店位於尖沙咀海運大廈。現時香港共有14家分店（11間主店及3間期間限定店）。而台灣有21家分店，也是由利豐集團經營。至2008年2月1日，Toys Li Fung（Asia）Ltd.在亚洲8个市场（中国大陆、香港、澳门、台湾、新加坡、马来西亚、菲律宾、泰国）开设106间玩具"反"斗城分店。
2011年11月2日玩具反斗城與利豐集團旗下的利豐零售達成協議，將買回雙方合資公司部份股權，使玩具反斗城在合資公司控股權增加至70%，以提高對大中華區及東南亞等店舖的掌握。
2012年8月18日，玩具反斗城宣布将首次进驻北京。公司在中国首都东部揭幕两家门店，进军华北市场。
2017年5月3日馮氏零售集團與玩具反斗城亞洲簽訂一項協議，將合併玩具反斗城日本與大中華區及東南亞的業務。在加入玩具反斗城日本後，馮氏零售集團將擁有亞洲合資企業玩具反斗城亞洲 （Toys"R"Us Asia Ltd）約15%股權。

### 現有據點
美國國外
- 奥地利－13間分店
- 巴林－1間分店
- 加拿大－1984年成立，65間分店
- 中国大陆－2006年12月成立，141間分店
- 丹麦－1995年成立，13間分店
- 埃及－4間分店
- 芬兰－2006年成立，4間分店
- 法國－1987年成立，38間分店
- 德国－1987年成立，78間分店
- 香港－1986年成立，14間分店
- 冰島－2007年10月成立，3間分店
- 以色列－1995年成立，23間分店
- 日本－1989年成立，160間分店
- 科威特－2009年7月5日成立，1間分店
- 澳門－3間分店
- 马来西亚－18間分店
- 挪威－8間分店
- 菲律賓－2006年成立，24間分店
- 葡萄牙－8間分店
- －1間分店
- 沙烏地阿拉伯－1996年成立，10間分店
- 新加坡－1984年成立，6間分店
- 南非－1987年成立，23間分店
- －2007年成立，8間分店
- 西班牙－45間分店
- 瑞典－1994年成立，13間分店
- 瑞士－6間分店
- 泰國－2005年成立，9間分店
- 臺灣－1989年成立，20間分店[7]
- 阿联酋－1995年成立，13間分店

### 其他據點
美國國內
- 美国－1948年成立，735間分店，2018年6月29日全線關閉，即將重新開業

美國國外
- 英国－1985年成立，100間分店，2018年4月24日全線分店關閉
- －1993年成立，43間分店，2018年8月5日全線關閉
- 義大利－1996年成立，2000年代全線分店關閉
- －1990年代成立，不久關閉
- 荷蘭－1993年成立，17間分店，至1997年已經受經營問題困擾，現全線分店已於2009年3月3日外判轉售，以「Toys XL」名義繼續經營
- 土耳其－全線分店更名為「Tokiyi」繼續經營

## 外部連結
- 玩具反城美國官網 （页面存档备份，存于）（英文）
  - 玩具反城美國的Facebook專頁
- 玩具反城香港官網 （页面存档备份，存于）
  - 玩具反城香港的Facebook專頁
  - 玩具反城香港的Instagram帳戶
  - YouTube上的玩具反城香港頻道
- 玩具反城日本官網 （页面存档备份，存于）（日語）
  - 玩具反城日本的Facebook專頁
  - 玩具反城日本的Instagram帳戶
  - 玩具反城日本的X（前Twitter）
  - YouTube上的玩具反城日本頻道
- 玩具反城台灣官網 （页面存档备份，存于）
  - 玩具反城台灣的Facebook專頁
- 玩具反城法國官網 （页面存档备份，存于）（法文）
  - 玩具反城法國的Facebook專頁
- 玩具反城中國官網 （页面存档备份，存于）
  - 玩具反斗城的新浪微博